# التفسير المجازي للكتاب المقدس
التفسير المجازي/الرمزي للكتاب المقدس هو أسلوب تفسيري (التفسير الديني) يفترض أن للكتاب المقدس مستويات مختلفة من المعنى، ويميل إلى التركيز على المعنى الروحي، الذي يشمل المعنى الرمزي، والمعنى المعنوي/الأخلاقي (التروبولوجي)، والمعنى الباطني (الأناغوجي)، على عكس المعنى الحرفي. يُشار إليه أحيانًا باسم "الكوادريجا"، إشارةً إلى العربة الرومانية التي كانت تجرها أربعة خيول.
في العصور الوسطى، استخدم شارحو الكتاب المقدس المسيحيون التفسير الرمزي.